# Amtsberg
Amtsberg település Németországban, azon belül Szászország tartományban. Lakosainak száma 3600 fő (2023. december 31.). Amtsberg Gelenau/Erzgeb., Zschopau és Drebach községekkel határos.

## Népesség
A település népességének változása:
| Lakosok száma | 3879 | 3737 | 3696 | 3672 | 3666 | 3600 |
|               | 2014 | 2017 | 2019 | 2021 | 2022 | 2023 |